# 42355 Typhon
42355 Typhon è un oggetto transnettuniano. Scoperto nel 2002, presenta un'orbita caratterizzata da un semiasse maggiore pari a 37,9768956 UA e da un'eccentricità di 0,5385108, inclinata di 2,43025° rispetto all'eclittica.
Keith S. Noll, Denise C. Stephens, Will M. Grundy e Harold Levison, analizzando immagini riprese dal telescopio Hubble, hanno individuato nel 2006 un satellite che ha ricevuto la designazione provvisoria di S/2006 (42355) 1 per poi essere ribattezzato (42355) I Echidna. Il satellite ha un diametro di 89±6 km pari a circa metà di quello della componente principale per cui è stato stimato un diametro di 162±7 km. Il satellite orbita ad una distanza di circa 1300 km, impiegando circa 11 giorni a completare una rivoluzione.
L'asteroide e la sua luna sono dedicati rispettivamente a due figure della mitologia greca: il mostro Tifone e la sua compagna Echidna.